# جند قنسرين

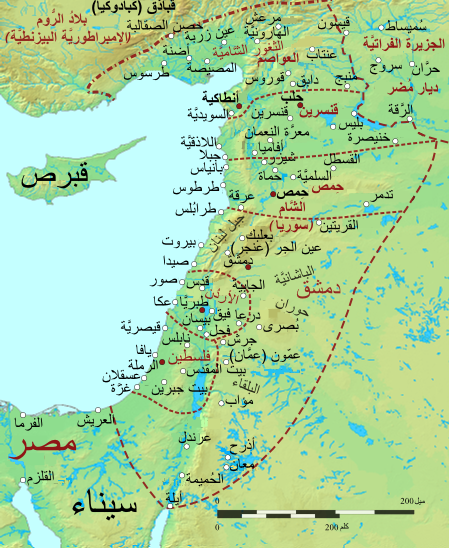
خريطة لولاية الشام وتقاسيمها الإدارية

جند قنسرين هو أحد أجناد بلاد الشام في عهد الخلفاء الراشدين.
بعد أن فُتحت بلاد الشام في عهد عمر بن الخطاب قسمت الشام إلى مقاطعات عدة دُعي كل منها جُنداً وهي تعني المحافظات العسكرية. وكان جند قنسرين أحد خمسة أجناد تابعة لولاية الشام. كانت الأجناد الأربعة الأخرى جند الأردن وجند حمص وجند دمشق وجند فلسطين.
كان هذ الجند الأكبر مساحة بين أجناد الشام وضم مناطق الشام الشمالية وصولا إلى الثغور الشمالية والجزرية.